# Prácheň (přírodní rezervace)
Prácheň je přírodní rezervace jihozápadně od města Horažďovice v okrese Klatovy. Důvodem ochrany jsou přirozené převážně listnaté porosty teplomilného charakteru s typickou květenou. Roste zde např. sasanka pryskyřníkovitá (Anemone ranunculoides), dymnivka dutá (Corydalis cava), kokořík vonný (Polygonatum odoratum), violka lesní (Viola reichenbachiana), vikev hrachovitá (Vicia pisiformis), lilie zlatohlavá (Lilium martagon), pomněnka lesní (Myosotis sylvatica), prvosenka jarní (Primula veris), vemeník zelenavý (Platanthera chlorantha), jestřábník chocholičnatý (Hieracium cymosus), plicník tmavý (Pulmonaria obscura), kopretina chocholičnatá (Tanacetum corymbosum), pitulník horský (Galeobdolon montanum), pupkovec pomněnkový (Omphalodes scorpioides) a další.
Součástí chráněného území je raně středověké hradiště a zřícenina vrcholně středověkého hradu Prácheň.